# Opuntia megasperma
Opuntia megasperma ist eine Pflanzenart in der Gattung der Opuntien (Opuntia) aus der Familie der Kakteengewächse (Cactaceae). Das Artepitheton megasperma leitet sich von den griechischen Worten megas für ‚groß‘ sowie sperma für ‚Same‘ ab.

## Beschreibung
Opuntia megasperma wächst baumähnlich mit abgerundeten Kronen sowie frei wuchernden Zweigen und erreicht eine Wuchshöhe von 2 bis 6 Metern. Der anfangs dornige, später mit Plättchen bedeckte Stamm ist für gewöhnlich deutlich ausgeprägt und erreicht Durchmesser von bis zu einem Meter. Die grünlich gelben bis blaugrünen Triebabschnitte sind rund, eiförmig bis länglich, 25 bis 37 Zentimeter lang, 15 bis 25 Zentimeter breit und 1,8 bis 3,4 Zentimeter dick. Die 30 bis 42 Millimeter auseinanderstehenden Areolen sind eiförmig und haben einen Durchmesser von 2 bis 6 Millimeter. Sie tragen nur wenige oder keine Glochiden. Die 8 bis 50 Dornen sind gelb und werden im Alter rötlich braun oder dunkelbraun.
Die gelben bis rötlich gelben Blüten sind 6 bis 13 Zentimeter lang und erreichen Durchmesser von 6 bis 11 (oder mehr) Zentimeter. Die grünen, später gelblich grün werdenden Früchte sind kreiselförmig, werden 6 bis 17 Zentimeter lang, erreichen Durchmesser von 2,7 bis 6 Zentimeter und sind mit kleinen borstigen Dornen besetzt. Die sehr großen Samen sind 5 bis 13 Millimeter lang.

## Verbreitung und Systematik
Opuntia megasperma ist auf den Galápagos-Inseln verbreitet.
Die Erstbeschreibung erfolgte 1933 durch John Thomas Howell.
Es werden die folgenden Varietäten unterschieden:
- Opuntia megasperma var. megasperma
- Opuntia megasperma var. mesophytica Lundh
- Opuntia megasperma var. orientalis (J.T.Howell) D.M.Porter

## Nachweise